# Isaac Abravanel
Pour les articles homonymes, voir Abravanel (homonymie).
Itshak ben Yehouda Abravanel (יצחק אברבנאל) (ou Abarbanel, Abrabanel, Avravanel) est né en 1437 à Lisbonne (Portugal) et mort en 1508 à Venise (Italie), membre de la célèbre famille Abravanel, fut un homme d’État, ministre des finances des royaumes du Portugal, de Castille, d'Aragon et de Naples. Philosophe, commentateur de la Torah et financier juif, il est aussi l'un des leaders des Juifs dans la péninsule ibérique.
On l'évoque souvent par son seul nom de famille, dont la prononciation devient selon qu’on se réfère à l’opinion d’érudits ou de lettrés, Abravanel, Abrabanel, ou, dans les livres d’étude juive, Abarbanel.
On a de lui des Commentaires sur la Torah, des Commentaires sur la Michna, un Traité des prophéties qui regardent le Messie et un Traité des œuvres de Dieu.
Il est enterré à Padoue.

## Biographie

### Famille et jeunesse
Isaac Abravanel est né en 1437 à Lisbonne. Son père est Juda Abrabanel, trésorier, et son grand-père Samuel Abrabanel,.
La famille Abravanel, réputée être d’ascendance davidique, est l’une des plus anciennes et distinguées familles juives d’Espagne. Selon Isaac Abravanel, ils se seraient établis en Espagne avant l’arrivée des Sépharades, soit avant la destruction du Temple de Jérusalem en l'an 70. Isaac Abravanel est issu de la branche de la famille qui avait échappé aux persécutions anti-juives de 1391 et qui s'était alors établie au Portugal. 
Il fut l’élève de Joseph Hayim ben Shem Tov, rabbin de Lisbonne. Versé tant dans la littérature rabbinique que dans les sciences profanes de son temps, il consacra ses jeunes années à l’étude de la philosophie juive. À 20 ans, il écrivit divers traités sur la forme originelle des éléments primordiaux (feu, air, etc.), la religion, la prophétie, etc. Mentionnons tout particulièrement son affinité pour le prophète Isaïe, également de lignée davidique[réf. souhaitée].

### Au service de la maison de Bragance
Il entre en tant que trésorier et collecteur d’impôts au service du roi de Portugal Alphonse V (1432-1481). Les choses se gâtent à la mort de ce dernier. Le fils d’Alphonse V, Jean II du Portugal, accuse Abravanel de complicité et de haute trahison avec le duc de Bragance. Abravanel, averti à temps, s’enfuit précipitamment en Castille en 1483. Sa fortune est confisquée par décret royal, et il fut condamné à mort par contumace. Il parvint néanmoins à faire venir sa famille[réf. souhaitée].
Pendant qu'il est au Portugal, il se préoccupe également de la communauté juive d'Assilah, au Maroc. Dans une lettre adressée à son ami Yehiel de Pise, banquier italien, il raconte comment, lors de la prise de la ville, lorsque les Juifs y habitant sont réduits en esclavage, il emploie une grande partie de sa fortune à les faire libérer et reloger ces Juifs exclusivement arabophones au Portugal[réf. souhaitée].

### Au service de la Castille

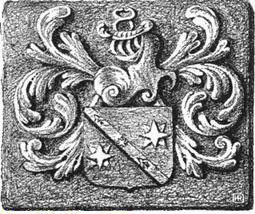
Armes de la famille Abravanel (Abarbanel ou Abrabanel).

À Tolède, où il a son domicile, il écrit en six mois un commentaire sur le Livre de Josué, le Livre des Juges, et Samuel. Il entre ensuite rapidement au service des rois catholiques, au moment où l’armée espagnole mène une guerre épuisante contre le royaume sarrasin de Grenade. Abravanel entreprend rapidement, avec son ami Don Abraham Senior, de collecter les impôts et d’approvisionner l’armée espagnole. Il prête également une importante somme d'argent pour financer la campagne de Grenade.
Cependant, en 1492, Ferdinand II d'Aragon et la Reine Isabelle ordonnent l’expulsion des Juifs d’Espagne trois mois à peine après la chute de Grenade, par le décret de l'Alhambra. Abravanel tente de faire annuler l’édit, offrant des sommes considérables qui servent à financer l'expédition de Christophe Colomb. On[Qui ?] raconte qu’il y parvient presque, mais que l’Inquisition espagnole, par le biais de Torquemada s’en mêla.

Le prestige d'Abravanel est si grand que les rois catholiques usent de tous leurs stratagèmes pour le retenir en Espagne[réf. nécessaire]. Ils lui offrent de rester, en tant que Juif, ainsi que neuf hommes, de façon à pouvoir réunir un minyan (quorum de prière). Ils tentent d'enlever son petit-fils, mais celui-ci est déjà envoyé au Portugal[réf. nécessaire].

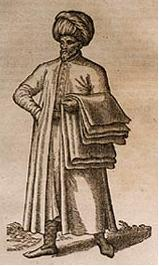
Représentation d'Abravanel,.

### Exil en Italie
Finalement, il préfére l’exil, tandis qu’Abraham Senior et son gendre Melamed choisissent la conversion et sont contraints à un baptême en grande pompe, parrainés par les Rois catholiques. Abravanel peut en revanche aider financièrement quelques Juifs à demeurer en Espagne.
L'exil d'Abravanel est conté dans son introduction au livre de Josué[réf. souhaitée]. On lui attribue une réponse au décret de l’Alhambra, qui est perçue comme une malédiction juive contre l’Espagne, et a pour effet d’interdire aux Juifs fût-ce de fouler le sol espagnol, jusqu’à ce que le général Franco abolisse le décret de l’Alhambra en 1967[réf. souhaitée]. Toutefois, Abravanel n'en fait aucune mention dans sa propre relation des faits (introduction aux Premiers Prophètes), et il s'agit probablement d'une fiction littéraire rédigée dans son style[réf. souhaitée]. 
Abravanel se rend à Naples et entre rapidement au service du roi,. Il y connait une brève période de calme, avant l'invasion de Naples par les troupes françaises pendant la Première guerre d'Italie. Abravanel accompagne alors son maître à Messine, avant de partir pour Corfou en 1495, puis Monopoli en 1496,. Il se fixe finalement à Venise en 1503 et est alors l'un des seuls Juifs à avoir le droit d'y habiter. Il tente de négocier un traité commercial entre la République vénitienne et le Portugal. Le traité n'est finalement pas conclu, faute d'accord de la part du Portugal[réf. souhaitée].
Étant juif, Abravanel ne peut être enterré à Venise, et repose à Padoue.

Un hôpital à Bat Yam en Israël porte le nom de son fils, Yehuda (Leone Ebreo).

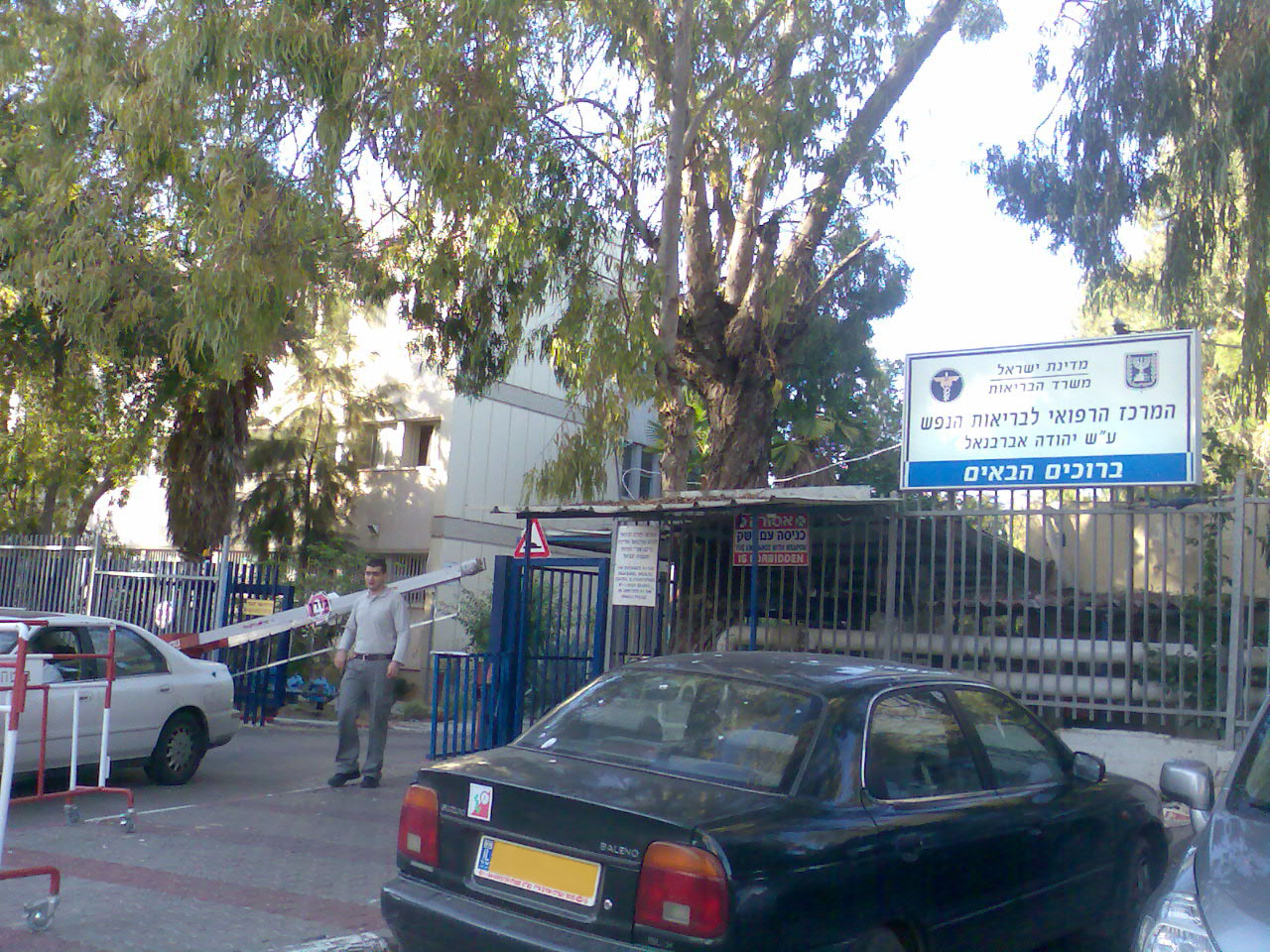
Hôpital Yehuda Abarbanel à Bat Yam, Israël
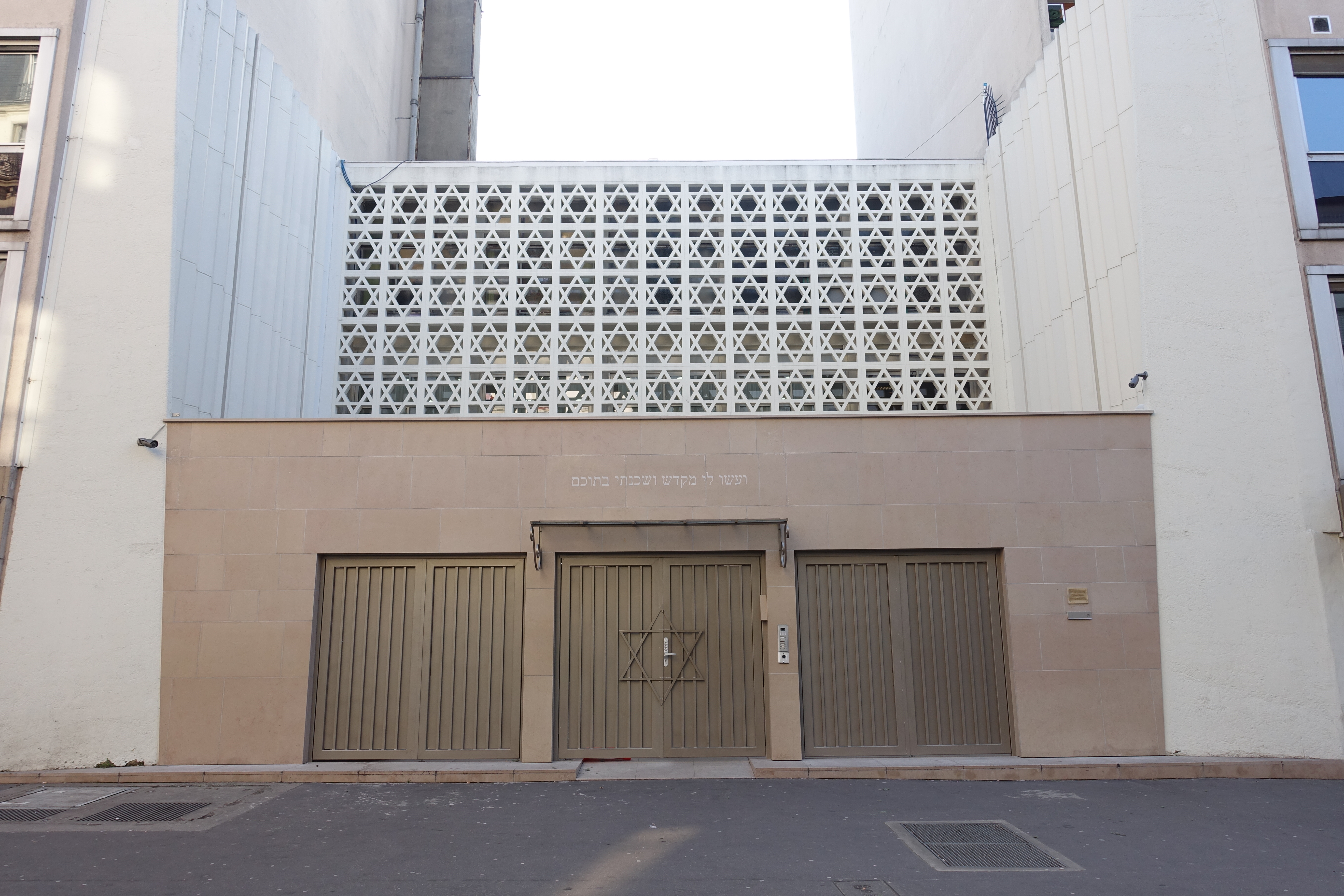
Synagogue Don Isaac Abravanel, Paris
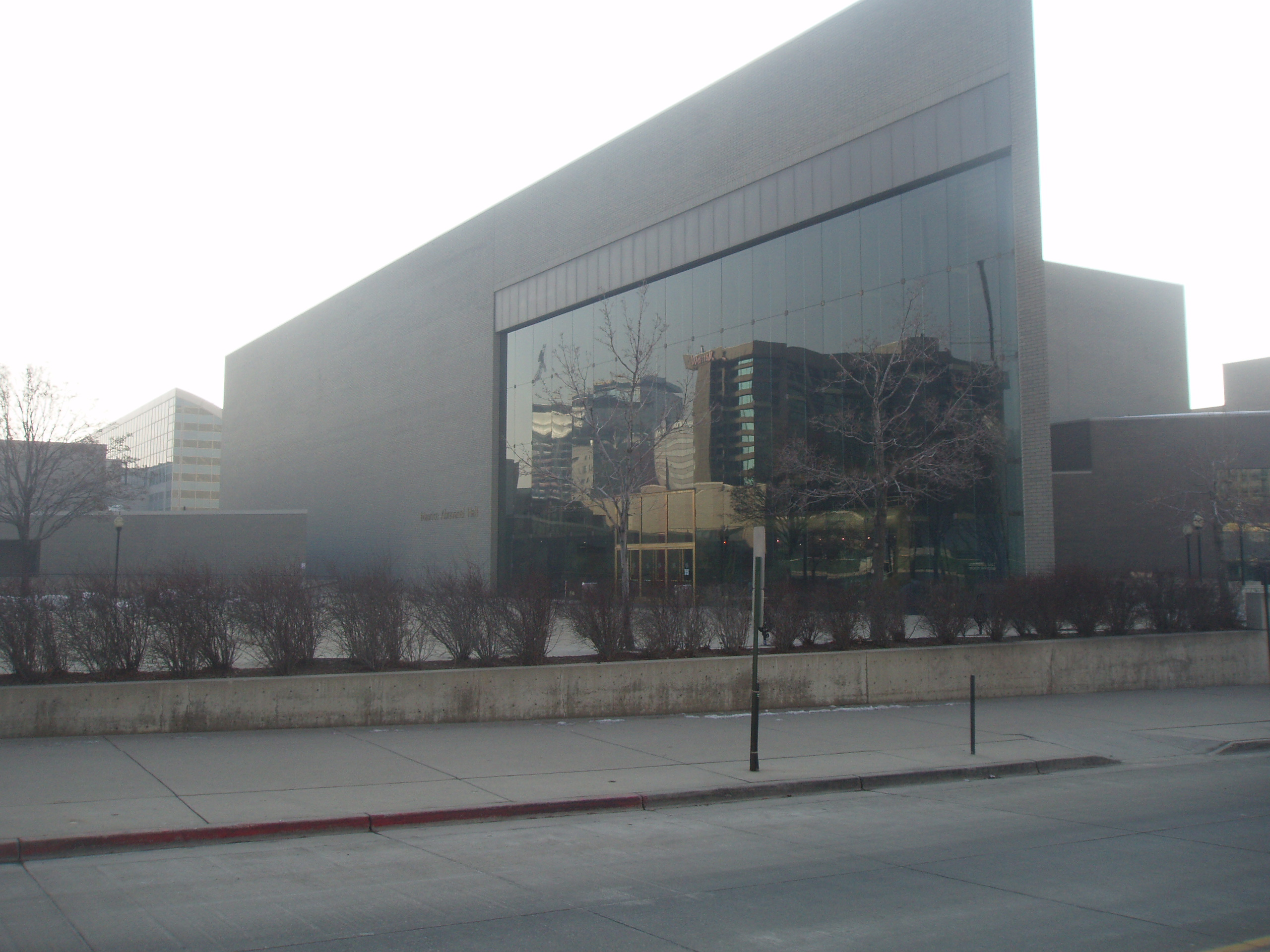
Abravanel Hall, Salt Lake City (Utah), États-Unis
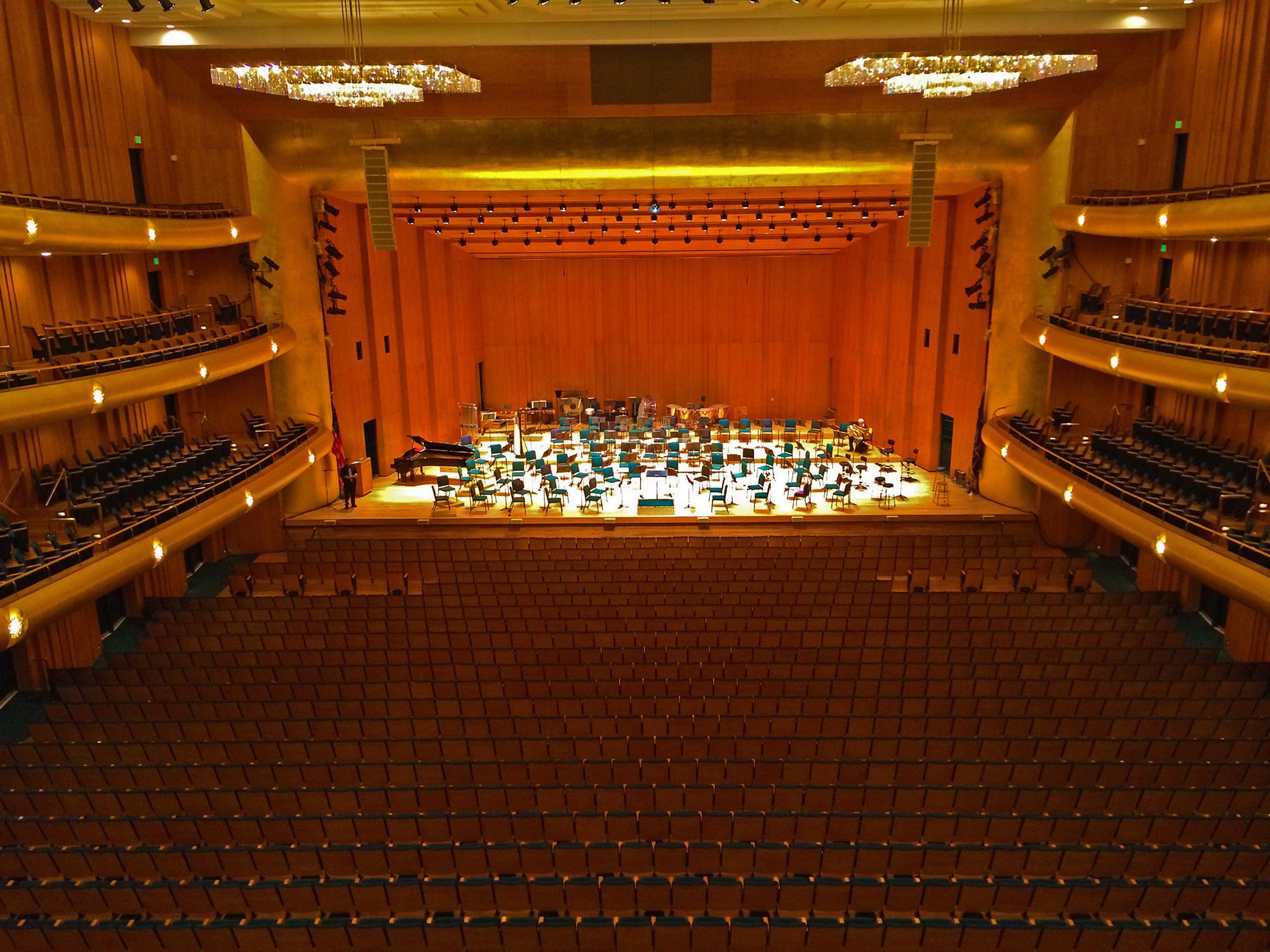
Intérieur de l'Abravanel Hall house, États-Unis
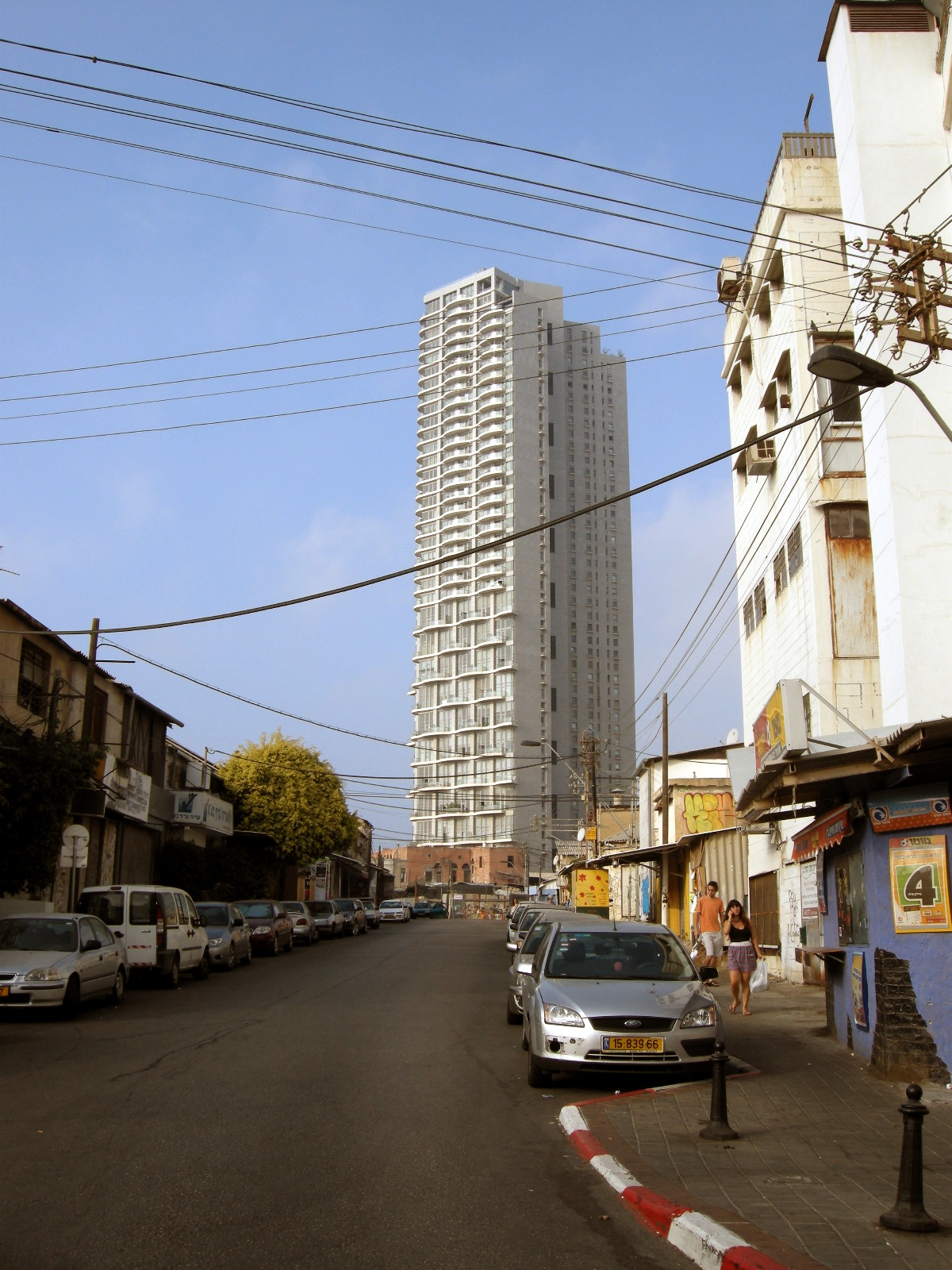
Rue Abarbanel à Tel Aviv, Israël

## Abravanel philosophe

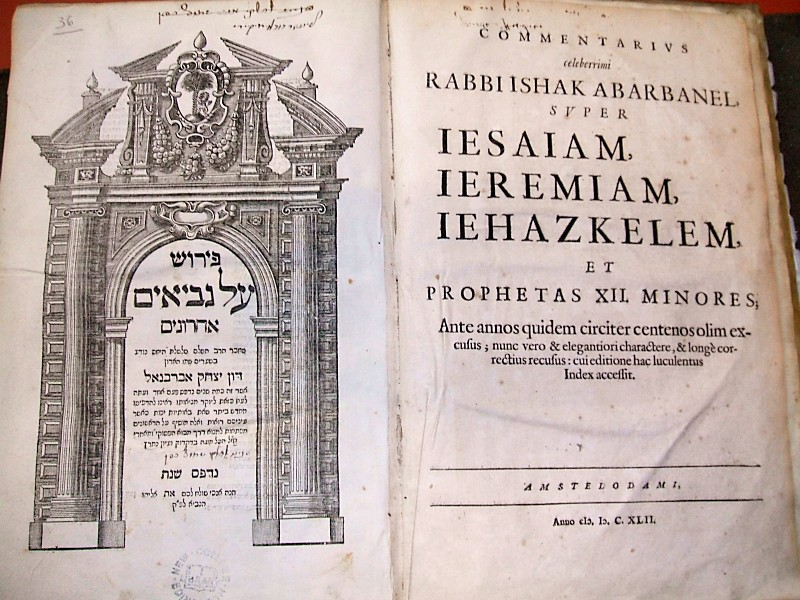
Perush al Nevi Ahron d'Ishak Abarbanel : Commentaires sur Isaïe, Jérémie, Iehazkelem et les petits Prophètes, édition de 1642

Il peut paraître paradoxal qu’un homme, présenté comme le dernier Juif aristotélicien, dont le commentaire sur le Guide des égarés est si réputé que certaines éditions du Guide n’hésitent pas à présenter Abravanel et Maïmonide côte à côte, ait été l’un des plus grands adversaires de la philosophie.
Pourtant, il ne manqua pas de mots acerbes pour ses prédécesseurs, philosophes Juifs éminents, comme Isaac Albalag, ibn Caspi, Shem Tov ben Falaquera, Gersonide, Moïse Narboni, etc. Leurs opinions, qu’il jugeait par trop rationalisantes et laissant une trop grande liberté d’interprétation quant à des points philosophico-religieux délicats, égarèrent selon lui de nombreux Juifs dont des pieux authentiquement fidèles, et les entraînèrent parfois aux pires infidélités ou corruptions de leurs croyances.
Quant à Abraham ibn Ezra, le néo-platonicien par excellence, Abravanel ne fut d’accord avec lui que sur un point : au pied du Sinaï, les Israélites entendirent et comprirent les Dix Commandements. Pour le reste, il ne manqua pas d’invectives à son égard, traitant ses commentaires de « futiles », « contraires aux principes élémentaires de la Torah », abscons sans rien apporter à l’étudiant. Abravanel n’hésite pas à dire, afin d’affirmer l’inanité d’une opinion, que Abraham ibn Ezra lui-même la trouve critiquable.
Son attitude envers Maïmonide est nettement plus nuancée. Après avoir exposé les thèses du Maître, il dit souvent : « ceci est la pensée de notre Maître Moïse, non de Moïse notre Maître ».

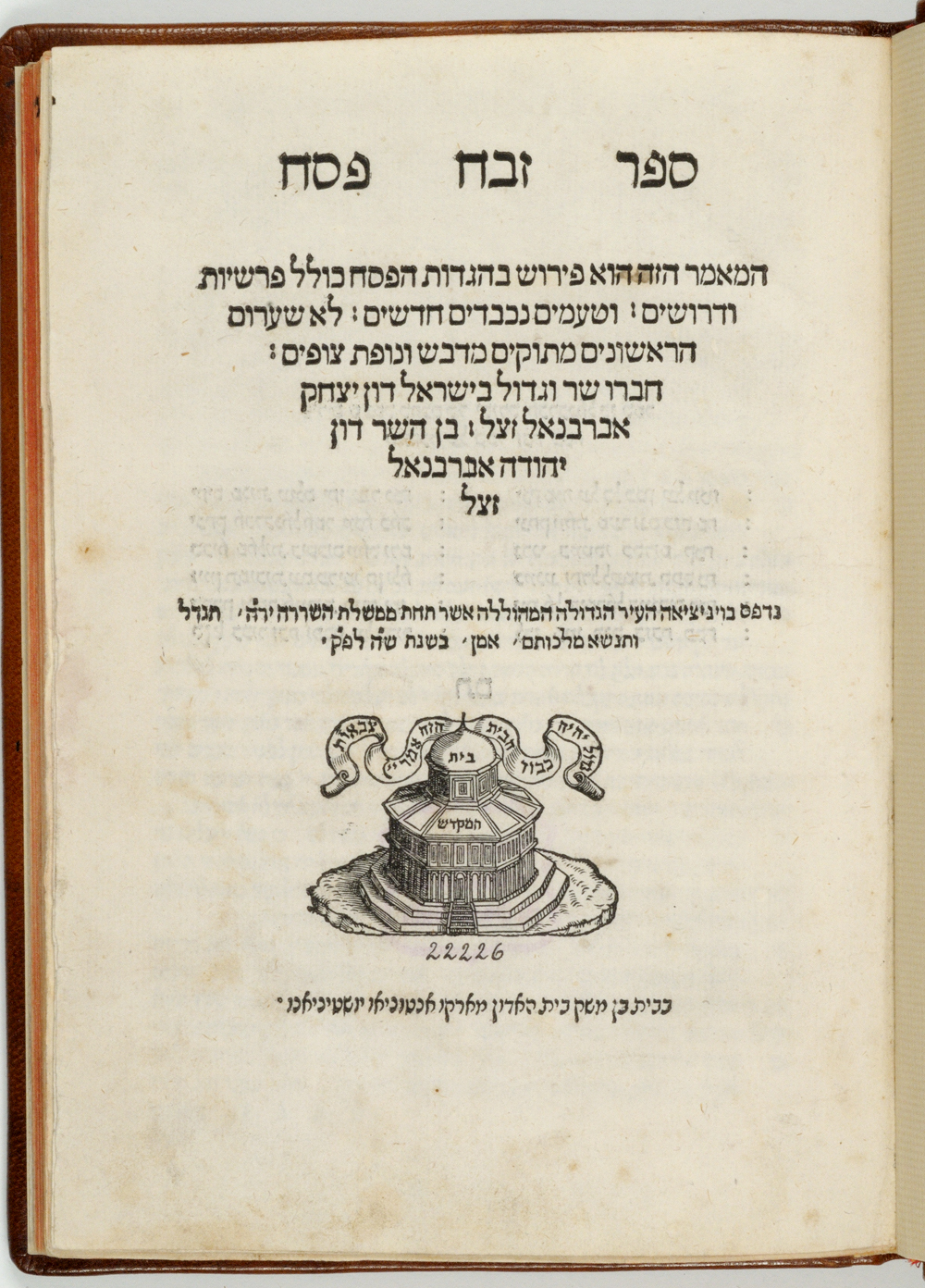
Sefer Zebach Pesacḥ (Le Sacrifice pascal) d'Abravanel, publié à Venise par Marco Antonio Giustiniani, en 1545. Le rabbin Isaac Abravanel écrit ce commentaire sur la Haggadah de Pâque en Italie. Il a été publié pour la première fois à Constantinople en 1506. La loi vénitienne interdisant aux Juifs de posséder ou de faire fonctionner des imprimeurs presses, il a fallu que les financiers de cette deuxième édition emploient un imprimeur chrétien. Le texte de la copie de la bibliothèque Bridwell fut expurgé et signé par deux censeurs actifs à Mantoue au XVIIe siècle, Clemente Renatto et Giovanni Domenico Carretto.

Contrairement au maître et son école de pensée, la conception d’Abravanel sur le judaïsme, très proche de celle de Juda Halevi, s’appuie sur la conviction que Dieu S’est révélé dans l’histoire, et a fait des Israélites Son peuple d’élection. Abravanel attaque franchement les conceptions rationalistes du maître sur les visions prophétiques, celui-ci les reléguant au rang de créations de leur imagination. Pour Abravanel, même la « bat kol » (écho de voix, littéralement « fille de voix ») dont on trouve de nombreux exemples dans le Talmud, est une véritable voix, rendue audible par Dieu, un phénomène en vérité miraculeux (commentaire sur la Genèse, chap. 16). De même, Abravanel dépassa tous ses prédécesseurs lorsqu’il s’agissait de critiquer les théories de Maïmonide sur le « Char céleste » du livre d’Ezéchiel (commentaire du Guide des égarés, IIIe partie, 71-74).
En revanche, s’il nuance fortement la position de Maïmonide, il la valide souvent dans son Commentaire biblique.
Ainsi, sur le débat quant à savoir si Maïmonide adhérait ou non à l’idée de l’éternité du monde, après avoir contesté, en le priant de l’excuser, l’explication que donne Maïmonide du mot Bereshit (Guide des égarés II, chap. 30), Abravanel ajoute : « Et expliquer le premier mot du premier verset dans le sens d’une antériorité temporelle ne conduit pas nécessairement à poser que la création a eu lieu dans le temps, ni ne remet en cause le principe de la création ex nihilo, comme le craint Maïmonide, car il n’est pas impossible de dire que le commencement dont il est question dans ce verset fait lui-même partie du temps qu’il inaugure et que la création du ciel et de la terre ne vient pas s’inscrire dans un temps antérieur, mais qu’elle est l’instant fondateur du temps lui-même. »
Abravanel présente donc un Maïmonide impuissant à triompher du raisonnement aristotélicien, sans remettre en cause les fondements de son propre système de croyance, mais convaincu pour lui-même des enseignements révélés.
De fait, les arguments d’Abravanel lui-même, pour justes qu’ils soient, ne sont pas des preuves et ne s’adressent qu'à celui qui lit son commentaire, donc généralement un croyant.
Pour ce qui est de la communauté scientifique, ce dogme de l’éternité du monde ne sera sérieusement remis en cause qu’au XXe siècle, avec les théories de Georges Gamow
Par ailleurs, son « Rosh Amanah » (« principes de la foi ») est une défense engagée des treize articles maïmonidiens de la foi contre les attaques de Hasdaï Crescas et Joseph Albo, qui discutent du nombre et de la validité de ces principes. Abravanel conclut en expliquant que Maïmonide, en compilant ces articles, n’a jamais fait que reproduire les coutumes des nations d’énoncer des axiomes, c'est-à-dire des principes fondamentaux de leurs sciences. Néanmoins, le judaïsme n’a rien en commun avec la science des hommes, les enseignements de la Torah sont des révélations divines, et non le fruit de spéculations humaines, et sont donc tous équivalents. Aucun d’eux ne peut donc être considéré comme principe ou corollaire d’un principe.

## Écrits apologétiques: la trilogie messianique

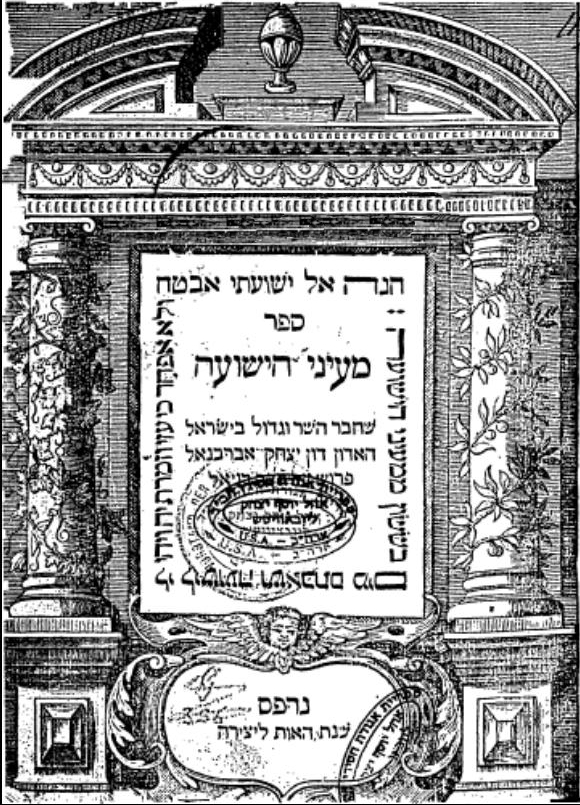
Page-titre de l'ouvrage Ma'yanei ha-Yeshu'ah (commentaire sur le livre de Daniel) d'Abrabanel, 1647

Bien après la destruction des deux Temples de Jérusalem, la communauté juive sépharade est expulsée, le 9 Av 5252 (2 août 1492), du sol où la plupart étaient établis depuis l’Exil. L’Espagne, où l’on appelle encore le jour situé entre vendredi et dimanche du nom de Sábado, ne se remettra jamais de ce préjudice. Quant à la communauté juive, seule la Seconde Guerre mondiale créera un traumatisme plus profond.
Abravanel s’embarque à Valence avec sa famille en juillet 1492, mais cette fois, il n’est plus un fugitif isolé, toute une communauté est arrachée à son sol en même temps.
Abravanel, chef de la communauté juive, et son éternel défenseur, a fait tout ce qui était en son pouvoir pour annuler le décret d’Alhambra. À son échec personnel, sa souffrance d’individu (bien qu’il ait été relativement plus fortuné dans son destin), s’ajoute la perception de la souffrance de tous ses frères, subitement dépouillés de tout et sans abri. Beaucoup mourront au cours de leur exil, dépourvus de toute splendeur. Quant aux survivants, même les plus érudits se détacheront des choses saintes pour ne plus se préoccuper que de contingences immédiates et matérielles.
Or, depuis l’Ateret Zqenim, rédigé à Lisbonne, la question messianique n’a cessé de se poser à Abravanel. Il est donc naturel qu’il s’attelle à ce qui sera le troisième aspect majeur de son œuvre, et qui vise à renforcer la foi chez ses frères d’exil. Ces malheurs n’annoncent-ils pas les douleurs de l’enfantement du Messie ?
C’est dans ce contexte qu’il écrit le Migdol Yeshu’ot :
- Ma’aynei haYeshua (les « Sources du Salut ») est achevé le 6 décembre 1496 ;
- Yeshou’ot Meshi’ho (les « Annonces Salvatrices de Son Messie »), le 20 décembre 1497 ;
- Mashmi’a Yeshou’ah (le « Héraut du Salut »), le 26 février 1498.

Abravanel commence par réfuter l’opinion des commentateurs chrétiens, selon lesquels les prophéties se sont réalisées en la personne de Jésus.
Dans Mashmi’a Yeshu’ah, il s’attaque aussi à ceux des commentateurs juifs, parmi lesquels Juda ibn Balaam de Tolède, Moïse Giqatilla et Abraham ibn Ezra, qui situent la réalisation de la prophétie à l’époque du Second Temple : pour Abravanel, le Second Temple ne fut qu’un ersatz du premier, et ne s’inscrivait pas dans la rédemption, mais dans les suites de l’exil débuté lors de la destruction du Premier Temple.
Les Sources du Salut sont un commentaire du Livre de Daniel, contredisant toutes les interprétations chrétiennes de ce livre, particulièrement sur les quatre empires de l’histoire universelle.
Néanmoins, il est d’accord avec eux sur un et un seul point : pour Abravanel, Daniel doit effectivement être compté parmi les prophètes, contre l’opinion des Sages du Talmud, puisque c’est sur lui que se basent Abravanel, et Nahmanide avant lui pour calculer l’arrivée du Messie.
Pour le reste, il fait remarquer que le royaume chrétien n’est pas indestructible, et que les musulmans les ont fait reculer à plusieurs reprises.
Il voit en la quatrième bête Rome, et en sa « petite corne » (Daniel, 7:8) la papauté, qui a des « yeux d’homme » et dit « des choses monstrueuses », tels que les doctrines de la Trinité ou de l’Incarnation.
Dans les Annonces Salvatrices de Son Messie, Abravanel défend les sources rabbiniques du messianisme, parmi lesquelles la Aggada. En effet, lors de la dispute de Barcelone, Nahmanide a comparé la Aggada aux sermons des évêques, réduisant involontairement par là son importance, conduisant à une remise en question du Talmud même.
Abravanel commente dans la première partie le chapitre 28 des Pirke de Rabbi Eliezer, ayant trait aux quatre empires du songe de Daniel, et dans sa seconde les passages du traité Sanhédrin, traitant du Messie, par exemple :
- le Messie aurait déjà dû venir au Ve siècle. En réalité, le temps de l’exil devant être de 400 ans minimum, les Sages voulaient indiquer que le Messie ne pouvait pas venir avant le Ve siècle ;
- le Messie, selon Rabbi Hillel (Heylel, à ne pas confondre avec Hillel HaZaqen), serait venu au temps d’Ézéchias. C’est donc, explique Abravanel, que le Sauveur ne sera pas à proprement parler oint (ce que signifie « mashia’h » en hébreu) mais seulement un « prince ». David n’est-il pas appelé « prince » par le prophète Ézéchiel (37:25 : « Et Mon serviteur David sera leur prince à jamais ») ?

Le Héraut du Salut fait de même avec les passages bibliques.

## Œuvres

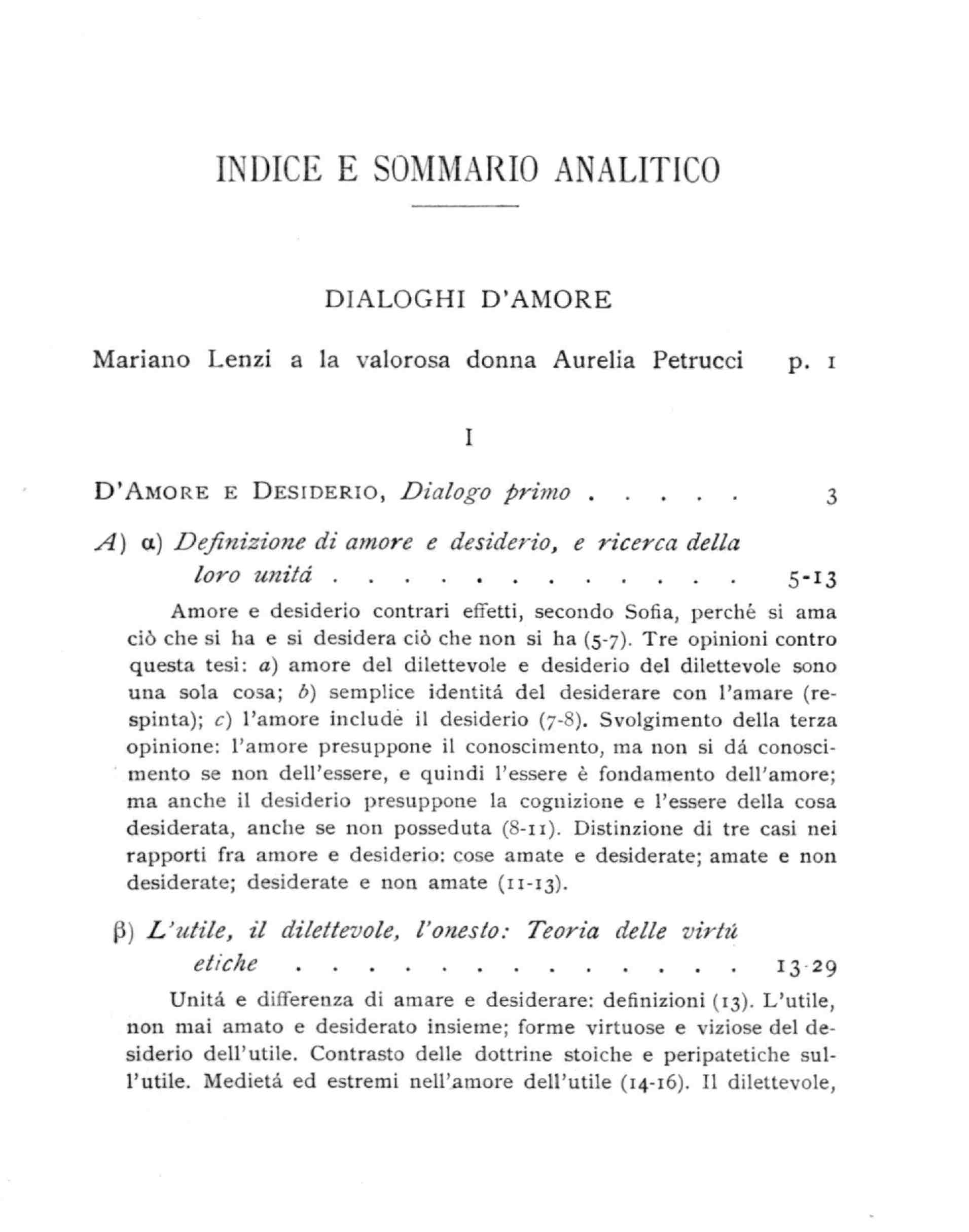
Édition italienne du Dialoghi d'amore, 1929.

- Tsurot haYessodot (« la Forme des (quatre) éléments »), œuvre philosophique qui ne figure pas dans la liste des œuvres qu’il a établie vers la fin de sa vie.
- Ateret Zqenim (« le diadème des Anciens ») (d’après Proverbes, 17:6)
- Mahzeh Shaddaï (« la Vision du Tout-Puissant ») (d’après Nombres 24:4), œuvre disparue, mais qu’il évoquait souvent dans ses écrits.
- Rosh Amana (« Principes de la foi ») (d’après le Cantique des Cantiques 4:8) où il énumère et défend les treize principes de Maïmonide.
- Zeba’h Pessa’h (« le Sacrifice pascal »), commentaire sur la Haggadah de la Pâque.
- Nahalat Avot (« l’héritage des Pères »), commentaire du traité Avot.
- Migdol Yeshu’ot (« la forteresse du Salut ») (d’après II Samuel 22:51), désignée plus généralement comme la « trilogie messianique ».

1. Ma’aynei haYeshua (« les Sources du Salut ») (d’après Isaïe 12:3), qui est un commentaire sur le Livre de Daniel.
2. Yeshu’ot Meshi’ho (« les annonces salvatrices de Son Messie ») (d’après Psaumes 28:8), qui est un commentaire sur les passages de la littérature rabbinique où il est question du Messie.
3. Mashmi’a Yeshu’ah (« le Héraut du Salut ») (d’après Isaïe 53:7), qui commente l’ensemble des passages messianiques disséminés dans la Bible.

- Mif’alot Elohim (« les Œuvres du Tout-Puissant ») (d’après Psaumes 66 :5), ouvrage philosophique sur la Création.
- Commentaires bibliques (3 volumes sur la Torah, un sur les Premiers Prophètes, un sur les Derniers Prophètes, un sur les Écrits).
- Responsa à Saül haCohen Ashkenazi, sur 12 questions philosophiques attenant à Maïmonide. Il s’agit de son dernier ouvrage.

#### Œuvres traduites
- Le principe de la foi ou la discussion des croyances fondamentales du Judaïsme par Don Isaac Abarbanel. Traduit par M. le Grand Rabbin Benjamin Mossé. Impr. Amédée Gros (Avignon), 1884 édition en ligne.
- Commentaire du récit de la Création, Genèse chap. 1:1 à 6:8, trad. Yehouda Schiffers, Verdier, 544 p.
- Du Sinaï à la Mishna (Introduction au Traité Avot) présenté, traduit et annoté par Yohanan Lederman, Jérusalem: Institut Bne Issakhar, 1992.

#### Études sur Abravanel
- Jean-Christophe Attias, Isaac Abravanel, la mémoire et l'espérance, éd. du Cerf  (ISBN 2-204-04651-5).
- Roland Goetschel, Isaac Abravanel, conseiller des princes et philosophe, éd. Albin Michel  (ISBN 2-226-06311-0).
- Cet article contient des extraits de l'article « ABRAVANEL, ABARBANEL » par Meyer Kayserling & Louis Ginzberg de la Jewish Encyclopedia de 1901–1906 dont le contenu se trouve dans le domaine public.